# شرق النخيل (رواية)
شرق النخيل هي الرواية الأولى للكاتب الروائي المصري بهاء طاهر وهو يعتبر أحد أهم الروائيين العرب. تم نشرها عام 1985.

## نبذة عن الرواية
تناقش الرواية سردا وحواراً قضايا الناس في حس الرواية الاجتماعية، وعلى مقاربة مع الرواية الواقعية في غوصها في مناقشة القضايا المجتمعية والسياسية، اذ تقف شرق النخيل على حدود هذه الصيغة في تناول مجتمع فلاحي الصعيد، وعلى الوصف المجتمعي في تناولها المجتمع المصري عموما بلا تقييد وقائعي تاريخي، لتنحي في بعض مشاهدها نحو الواقعية التسجيلية برصد مباشر أو غير مباشر لوقائع حياتية مفصلية أو يومية اعتيادية. تدرس الرواية جانبا اجتماعيا مهما، وهو علاقة الطلبة الجامعيين بعضهم ببعض، وانعكاس نبض الشارع الجامعي إزاء القضايا العامة، وتشكيل مزاجهم العام بعد هزيمة حزيران، القائم على القلق والحماسة وفقدان التوازن وانعدام الثقة.
يعرض هذا الرواية حركة المجتمع والافراد معا للخلاص من الإحباط الذين يعايشونه، فقد حلم أحد أبطال الرواية بالتصدي الجماعي للظلم، وقال: «ربما لو وقفنا أربعة لصرنا عشرة، ولصرنا مائة».

### قضية فلسطين في هذه الرواية
المؤلف يعيد علينا سرد حكاية فلسطين عن طريق طالب فلسطيني وطالب مصري وعلى الرغم من ان الحكاية يعاد سردها، بصورة مقتضبة، وبنوع من المزاح بين المتحاورين فإنها تكشف عن وجهة نظر المؤلف في تفسير هذا الحدث التاريخي تفسيرا شخصيا، لا يخلو من النقد السياسي الذاتي حيال قضية فلسطين. (صفحة 127)
«كنت أحيانا أقول هذا الكلام لعصام وأنا أمزح معه. أقول له أنتم بعتم أرضكم لليهود فلا داعي للتظاهر بالحزن ولا لعبارات الوطن السليب وعائدون وأجراس العودة وما أشبه. ولكن لا تهتم يا عصام فنحن سنحرر لكم الوطن السليب ونعيدكم إليه رغم أنوفكم. سنحرمكم من الثروات الفاحشة التي تجمعونها وأنتم تتظاهرون بأنكم لاجئون مساكين».(صفحة 89)
يوطن طاهر في روايته لإحساس عميق بالقضية العربية الأولى المتمثلة في ضياع فلسطين، وهو لا يباشر وصفها، بل يرمز لها مما منح هذه الرؤية سمة الاجلال دون مباشرة ولا وعظيه.

## اقتباسات[6]
- «لو أنَّا نموت معاً. لو أن الناس كالزرع ينبتون معاً ويحصدون معاً فلا يحزن أحد على أحد ولا يبكي أحد على من يحب. لو يحصد زرع البشر الذي ينبت معاً كله في وقت واحد، ثم يأتي نبت جديد يخضر ويكبر، لا يذكر شيئاً عما سبقه ولا يفكر فيما سيجيئ»
- «عندما احتل الإنجليز مصر وزعوا أرضا على الذين أعانوهم على احتلال مصر وكانوا عشرات، لكنهم وضعوا في السجون ثلاثين ألفا من الذين ثاروا مع عرابي غير من ماتوا في الحرب. فمن هم المصريون حقا؟ وعندما جاء اليهود باع لهم بعض الفلسطينيين أرضا وكانوا عشرات، لكن آلافا ماتوا في الثورات على اليهود وفى الحرب معهم، فمن هم الفلسطينيون حقا؟ يا صديقي في داخل كل شعب جماعه تنبح وراء من يلقى لها العظمة، وهل تريد ما هو أكثر؟ في داخل كل انسان ذلك الكلب الذي ينبح والمهم أن نخرسه»
- «لا يأتي الموت حين يود الإنسان أن يموت. لا يأتي الموت لمجرد أن الإنسان يكره حياته. ملايين الناس تعيش هكذا. ربما. لست متأكداَ. لا أعرف. ولا أعرف أيضاَ إن كنت مستعداَ للموت أم لا»
- "أردت أن أصنع النهاية لكني خفت

ولكن ها هي: دون أن نصنع النهاية فإنها تأتي، خفنا منها أو لم نخف فإنها تأتي وينتهي معها كل شيء"
- «حجاره تولد حجاره من اشباهنا والدنيا ماشيه... التعيس من ليس حجرا»
- "ونعم يا فريدة لو أنا نموت معاً. لو أن الناس كالزرع ينبتون معاً ويُحصدون معاً فلا يحزن أحد على أحد ولا يبكي أحد على من يحب. لو يُحصد زرع البشر الذي ينبت معاً كله في وقت واحد، ثم يأتي نبت جديد يخضر ويكبر، لا يذكر شيئاً عما سبقه ولا يفكر فيما سيجئ، فكيف تكون الدنيا لو تحقق حلمك يا فريدة؟...
- «أخبار السوء يا ولدي يعرفها الإنسان من غير سؤال. المصيبة تحل ومعها خبرها. الفرح وحده هو الذي يحتاج لسؤال وجواب»
- «كنت أسهر ليالي كثيرة أفكر فيك. ما هو السر الذي يشقيك؟ كيف يمكن أن أساعدك؟ كيف يمكن أن أسترد حبك؟ اليوم فقط اكتشفت أني لم أكن أحبك وإنما كنت أحب غروري. وأرفض أن أسلم بأنني هزمت»
- «وحين تركتني بعد الكوبري لبيتها في الروضة سرت في الشوارع فرحًا ومنفعلًا. أقول لنفسي: أخيرًا أصبحت لي صديقة. أخيرًا لي صديقة في مصر. وأسترجع حديثها وتخطر على بالي إجابات ظريفة كان يمكن أن تجعلها تضحك وتجدني ذكيًا ولكن بعد فوات الأوان. وأغضب من نفسي لأني كنت غبيًا وأقول: لن تكلمني بعد ذلك»
- «علمتني كيف أخرج من أسر نفسي وكيف أتكلم وأصادق وأدخل في مجموعات الطلبة والطالبات دون أن أخجل من نفسي ومن لهجتي ومن قرويتي، كانت ليلى دائمًا معي، وكانت تراني دائمًا أفضل من الباقين وأنضج منهم، وتقنعني بذلك دون أن تقوله، لكنها لم تعلمني كيف أحبها. كنت قد أحببتها من أول يوم سرنا فيه معًا بل ومن قبل أن تحدثني في ذلك اليوم الأول، وكانت هي تعرف ذلك.»
- «ثم بعد خطوة وقفت وتطلعت إليّ بعينين لامعتين ووجه متورد وهي تبتعد عني قليلًا وقالت في همس: من أنت؟ ولِمَ أحببتك؟»
- «قلت: لم أكن أعرف أنه عيد ميلادك. فقالت في همس وهي تقترب مني: أنت هديتك كلمة، قلها. قلت: أحبك. قالت: لم أسمع. قلت: أحبك»
- «في هذه البلدة، في هذه البلدة الملعونة، في هذه الدنيا الملعونة، إما أن تأكل الناس وإما أن يأكلك الناس، إما أن تخاف من الناس، وإما أن يخاف منك الناس.»[6]